# YAMAMOTO
YAMAMOTO (справжнє ім'я — Шинкар Руслан Миколайович; нар. 2 лютого 1995) — репер, хіп-хоп-артист з міста Калуш. Сольний виконавець та представник локальної формації «03472». Колишній учасник гурту «Ціна Ритму».

## Життєпис

### Рання творчість
Початком творчого шляху стало знайомство з Джонні Дивним та Yellow Blink у 2008-му році.
Об'єднавшись у гурт «Ритміка», хлопці займаються написанням пісень та активно беруть участь у концертах і батлах.
У той же час юний IZI SURF знайомить учасників колективу з продюсером Notnow, який бере під опіку молоде покоління та засновує перший калуський хіп-хоп лейбл «P.P.B. Records».
Після здобуття переможних позицій на фестивалі «Represent 3» гурти Ритміка та «Реальна Ціна», у складі Довгого Пса та Grek об'єднуються в команду Ціна Ритму.
Дебютним релізом гурту став альбом «СтарYO!», який вийшов у вересні 2013-го року. Того ж року артист випускає мікстейп «Full House» спільно з Tru Myself — ще одним учасником гурту.
В цей час шляхи членів команди розходяться, тож Руслан іде в сольну творчість під псевдонімом «Hokku» та випускає декілька синглів.
Після участі в онлайн батлі «ПідБіт» під псевдонімом Takato Yamamoto артист робить творчу паузу та «залягає на дно».

### Повернення у творчість
У 2020-му році Руслан успішно заявляється на сайфері «03472» під іменем YAMAMOTO, за участі Джонні Дивний, IZI SURF, ДАЙТОНУ та Псючий Син з гурту KALUSH.
Далі виходить сингл «GRAVE» спільно з notnow та ще один сайфер від «03472».
29 лютого 2024-го року виходить сольний реліз артиста під назвою "Меланхолія". Пісня отримала візуалізацію у вигляді mood video.
На даний момент триває робота над матеріалом.

### 03472
YAMAMOTO є представником локального руху «03472», який являє собою об'єднання калуських хіп-хоп виконавців. Назва походить від місцевого коду телефонного зв‘язку.

## Дискографія
| Виконавець         | Назва      | Формат  | Рік  |
| ------------------ | ---------- | ------- | ---- |
| Ціна Ритму         | СтарYO!    | EP      | 2013 |
| Tru Myself & Hokku | Full House | MixTape | 2013 |
| Hokku & Notnow     | GRAVE      | Single  | 2022 |
| YAMAMOTO           | Меланхолія | Single  | 2024 |